# Кведа-Оргули
Кведа-Оргули (груз. ქვედა ორღული) — село в Грузии, на территории Сачхерского муниципалитета края (мхаре) Имеретия.

## География
Село находится в центральной части Грузии, на правом берегу реки Квирилы, на расстоянии 7 километров к востоку от города Сачхере, административного центра муниципалитета. Абсолютная высота — 565 метров над уровнем моря.

## Население
По результатам официальной переписи населения 2014 года, в Кведа-Оргули проживало 648 человек (330 мужчин и 318 женщин). В национальной структуре населения грузины составляли 99,8 %, абхазы — 0,2 %.
| Год  | Население, человек |
| ---- | ------------------ |
| 2002 | 848                |
| 2014 | ↘ 648              |